# Gunnar Arfwidsson
Frans Gunnar Arfwidsson, född 22 oktober 1932 i Rydaholm i Jönköpings län, död 12 november 2024 i Kalmar, var en svensk jurist som var lagman i Landskrona tingsrätt från 1981 till 1999.
Arfwidsson blev juris kandidat vid Lunds universitet 1958 och genomförde tingstjänstgöring 1958–1961 innan han 1961 blev fiskal vid hovrätten för Övre Norrland. Han blev tingsdomare i Gästriklands östra domsaga 1969, rådman i Sandvikens tingsrätt och var lagman i Landskrona tingsrätt 1981–1999.
Arfwidsson var son till kontraktsprost Henry Arfwidsson och hans maka Ruth, född Höijer. Han var från 1957 gift med Lena, överläkare, född Pettersson 1934.